# Mike Keneally

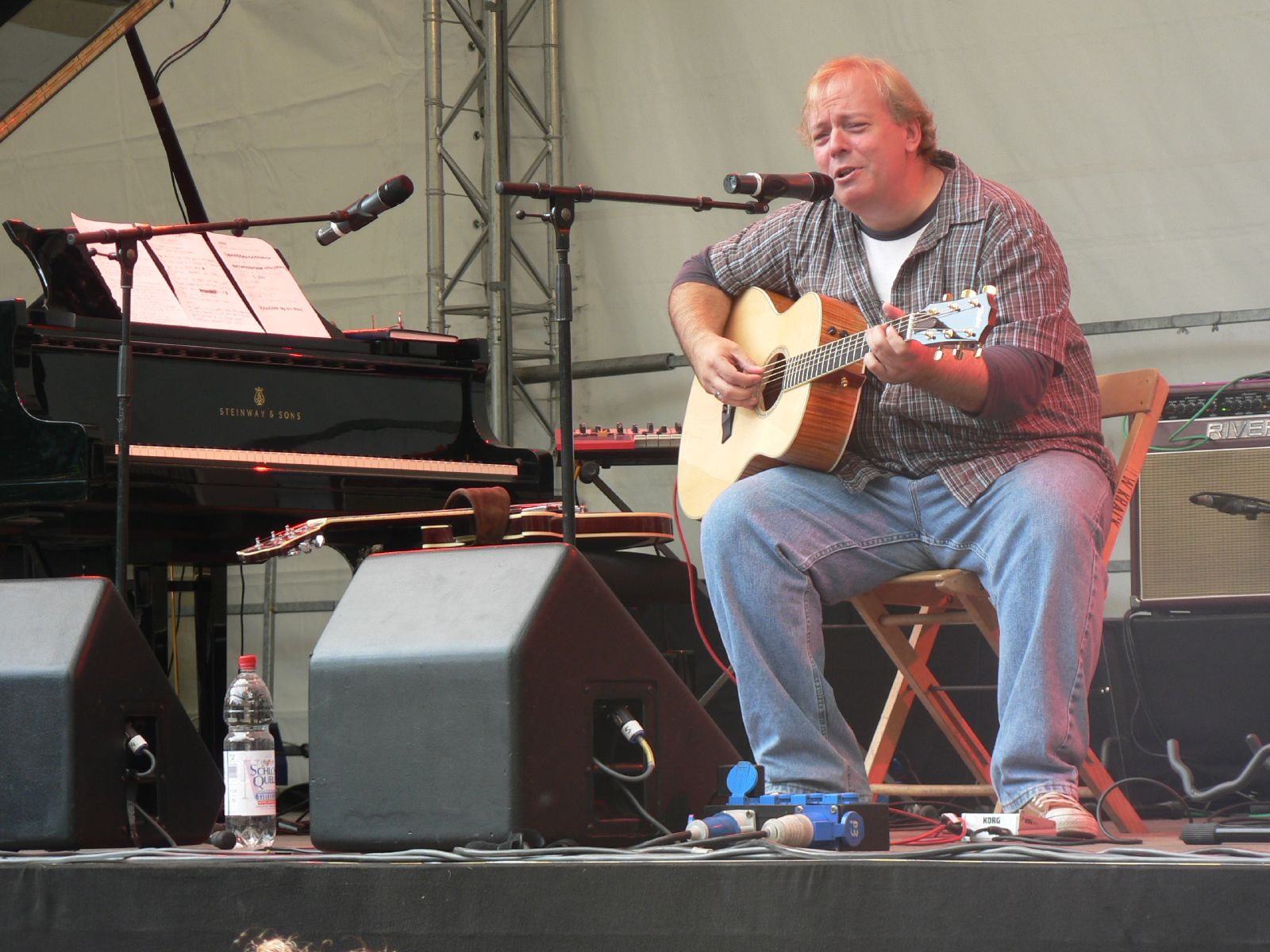
Mike Keneally im August 2007

Michael Joseph Keneally (* 20. Dezember 1961 in Long Island, New York) ist ein  US-amerikanischer Musiker.

## Leben
Keneally wurde in Long Island geboren und zog in jungen Jahren nach San Diego in Kalifornien. Dort ist er mit der örtlichen Musikszene verbunden, seit er 1985 der die Band „Drop Control“ gründete. Mike Keneally ist bekannt durch seine Mitwirkung in Frank Zappas 1988er Tournee-Band. Keneally wurde aufgenommen, da er über ein breites Repertoire von Zappa-Stücken verfügte, die er sowohl auf der Gitarre als auch auf dem Keyboard spielen konnte. Das Zusammenspiel mit dieser Band war nur von kurzer Dauer, da die Konzerttournee 1988 vorzeitig abgebrochen wurde. Nach Zappas Tod im Jahr 1993 arbeitete Keneally mit Zappas ältestem Sohn Dweezil zusammen und spielte mit dessen Gruppe Z. mehrere Alben ein. Keneally hat mehr als zehn eigene Alben veröffentlicht und spielte seit 1992 in verschiedenen Bands und Projekten.
Im Projekt „The Mistakes“ spielte Keneally 1995 mit Henry Kaiser (Gitarre), Andy West (Bass) und Prairie Prince (Schlagzeug). Von 1996 bis 2001 leitete er die bis zu achtköpfige Gruppe „Mike Keneally & Beer For Dolphins“. Anfang 2002 formierte er seine Gruppe zum Quartett um und nannte sie „Mike Keneally Band“. Beide Ensembles litten unter den häufigen personellen Umbesetzungen, insbesondere die Schlagzeuger (Jason Harrison Smith, Nick D’Virgilio, Toss Panos, Joe Travers) wechselten sehr häufig.
Konstanten in Keneallys Band sind der Bassist Bryan Beller (seit 1994) und der Gitarrist Rick Musallam (seit 1999).
In Europa tourte Mike Keneally in den Jahren 2002 bis 2005 unter dem Namen „Mike Keneally and Friends“ mit Jaan Wessman (Bass) und Schroeder (Schlagzeug), seit 2016 tourte diese Besetzung erneut und firmiert seither als „Mike Keneally Report“.
Hervorzuheben ist seine Beteiligung an Steve Vais Tourneen. Keneally spielte Gitarre und Keyboard in dem Miles-Davis-Tribut-Projekt YO MILES! von Wadada Leo Smith und Henry Kaiser. Auf der Zappanale in Bad Doberan ist der Musiker ebenfalls aufgetreten.

## Diskografie
Mike Keneally ist gemäß seiner selbst publizierten Diskographie auf über 40 Alben zu hören.

### Solo / Beer for Dolphins
- Mike Keneally: hat. (1992)
- Mike Keneally: Boil that Dust Speck (1994)
- Mike Keneally and Beer for Dolphins: Half alive in Hollywoold (1996)
- Mike Keneally: Sluggo! (1997)
- Mike Keneally: Giant Tracks (1997) (HyberNation Gentle Giant Tribut Album Kompilation)
- Mike Keneally: The Tar Tapes Vol. 1 (1997, Material der Jahre 1983–1991)
- Mike Keneally: The Tar Tapes Vol. 2 (1998, Material der Jahre 1982–1991)
- Mike Keneally: Nonkertompf (1999)
- Mike Keneally and Beer for Dolphins: Dancing (2000)
- Mike Keneally: Wooden Smoke (2001)
- Mike Keneally: Vai Piano Reductions Vol. 1 (2004)
- Mike Keneally: The Universe Will Provide (2004)
- Mike Keneally Band: Dog (2004)
- Mike Keneally Band: Guitar Therapy Live (2006)
- Mike Keneally: Wine And Pickles (2008)
- Mike Keneally: Scambot 1 (2009)
- Mike Keneally/Marco Minnemann: Evidence of Humanity (2010)
- Mike Keneally Band: Bakin at the potato (2011)
- Mike Keneally: Wing Beat Fantastic - Songs written by Mike Keneally & Andy Partridge (2012)
- Mike Keneally: You Must Be This Tall (2013)
- Mike Keneally: Dancing Demos (2014)
- Mike Keneally: Scambot 2 (2016)
- Mike Keneally: Inkling - Bonus-CD, zusammen mit Scambot 2 erschienen (2016)
- Mike Keneally: The Thing That Knowledge Can't Eat (2023)

### Mit anderen Musikern
- Frank Zappa: Broadway The Hard Way (1988)
- Frank Zappa: The Best Band You Never Heard In Your Life (1991)
- Frank Zappa: Make A Jazz Noise Here (1991)
- Frank Zappa: You Can't Do That On Stage Anymore Volume 4 (1991)
- Frank Zappa: You Can't Do That On Stage Anymore Volume 6 (1992)
- Steve Vai: G3-Live In Concert (1997)
- Steve Vai: Flexable Leftovers (1998)
- MullMuzzler: Keep It To Yourself (1999)
- Steve Vai: Alive In An Ultra World (2001)
- James LaBrie's MullMuzzler: 2 (2001)
- Kompilation: 156 Strings: Nineteen Totally Original Acoustic Guitarists (2002, Stück „Thou Shalt Not Kill“)
- Kompilation: A Fair Forgery of Pink Floyd (2003, Stück „Astronomy Domine“)
- Frank Zappa: Trance-Fusion (2007)
- Joe Satriani: Unstoppable Momentum (2013)
- Notopia: Two Pianos (2017)
- Devin Townsend: Empath (2019)
- Devin Townsend: Order of Magnitude – Empath Live Vol. 1 (2020)
- MFTJ: MFTJ (2020)
- MFTJ: My Mom's Getting a Horse (2021)
- The Bird Brain: The Bird Brain EP (2022)

### DVD / Video
- Soap Scum Remover (1996)
- Dog DVD (2004, Teil der Special Limited Edition von Dog)
- Guitar Therapy DVD (2006, Live at the Baked Potato Teil der Special Limited Edition von Guitar Therapy (Live))
- hat. Limited Edition DVD (2007 Teil der Deluxe version von hat.)
- Boil That Dust Speck DVD (2007 Teil der Deluxe version von Boil That Dust Speck)